# Championnat du Pérou de football 1948
Navigation
Saison précédente Saison suivante
La saison 1948 du Championnat du Pérou de football est la vingtième édition du championnat de première division au Pérou. Les neuf clubs participants sont regroupés au sein d'une poule unique où ils s'affrontent trois fois au cours de la saison. À la fin de la compétition, les deux derniers du classement sont relégués et remplacés par le champion de Segunda División, la deuxième division péruvienne.
C'est le club de l'Alianza Lima qui remporte la compétition après avoir terminé en tête du classement final du championnat, avec un seul point d'avance sur le tenant du titre, l'Atlético Chalaco et trois sur le Sporting Tabaco. C'est le 8e titre de champion du Pérou de l'histoire du club.

## Les clubs participants
| - Alianza Lima - Sport Boys - Sucre FC - Universitario de Deportes - Jorge Chavez Callao - Promu de Segunda Division | - Atlético Chalaco - Club Centro Deportivo Municipal - Sporting Tabaco - Ciclista Lima |

## Compétition
Le barème utilisé pour établir le classement est le suivant :
- Victoire : 2 points
- Match nul : 1 point
- Défaite, forfait ou abandon : 0 point

### Classement
| Rang | Équipe                          | Pts | J  | G  | N | P  | Bp | Bc | Diff |
| ---- | ------------------------------- | --- | -- | -- | - | -- | -- | -- | ---- |
| 1    | Alianza Lima                    | 32  | 24 | 15 | 2 | 7  | 61 | 36 | +25  |
| 2    | Atletico Chalaco (T)            | 31  | 24 | 13 | 5 | 6  | 63 | 46 | +17  |
| 3    | Sporting Tabaco                 | 29  | 24 | 11 | 7 | 6  | 47 | 34 | +13  |
| 4    | Universitario de Deportes       | 28  | 24 | 12 | 4 | 8  | 48 | 41 | +7   |
| 5    | Sport Boys                      | 25  | 24 | 9  | 7 | 8  | 62 | 54 | +8   |
| 6    | Club Centro Deportivo Municipal | 22  | 24 | 9  | 4 | 11 | 37 | 46 | -9   |
| 7    | Sucre FC                        | 20  | 24 | 7  | 6 | 11 | 46 | 53 | -7   |
| 8    | Ciclista Lima                   | 15  | 24 | 5  | 5 | 14 | 36 | 63 | -27  |
| 9    | Jorge Chávez Callao (P)         | 14  | 24 | 5  | 4 | 15 | 35 | 62 | -27  |

|  | Champion du Pérou 1948                                |
|  | Relégation directe en Segunda División                |
|  | (T) : Tenant du titre (P) : Promu de Segunda Division |

## Bilan de la saison
| Championnat du Pérou de football 1948 |                         |
| Champion                              | Alianza Lima (8e titre) |
| Promotions et relégations             |                         |
| Promus en Primera División            | Centro Iqueño           |
| Relégués en Segunda División          | Jorge Chavez Callao     |
| Relégués en Segunda División          | Ciclista Lima           |